# Nikbakht Noruz
Nikbakht Noruz är en afghansk barnskådespelare som spelade huvudrollen som Bakhtay i den fransk-iranska långfilmen Buddha föll av skam (2007) i regi av Hana Makhmalbaf, vilken spelades in i Bamiyan i Afghanistan.